# Cryonic
Cryonic är ett heavy/power metal-band från Piteå med influenser från Hammerfall och Accept bildat 2004.

## Biografi
Power metal-bandet Cryonic bildades av "Bigswede" och "Freddy" 2005 när deras tidigare band blev lagt på is. Bigswede förverkligade därmed också sin dröm att började sjunga och la gitarren på hyllan. Första albumet Evil Mind (Swedmetal Records) släpptes i februari 2007 i halva Europa och ett år senare började de filma sin officiella video till låten "Kings of the Hill".
I slutet av 2008 gick Cryonic in i studion för att spela in nya låtar för sitt andra album, Kings of Avalon. Bandet skrev på ett skivkontrakt med ”Attack/EMI” i Kanada, som släppte albumet i Nordamerika i mars 2010. Två kontrakt till blev skrivna, ett med ”Battlegod Productions” i Australien som släppte det i hela världen maj 2010 och ett med ”High Roller Records” i Tyskland för en LP/vinyl-utgåva i Europa som släpptes i april 2010. Nya Cryoniclåtar blev också släppta på samlingsalbum som "Downtown Metal Volume 1" (Quickstar Productions, Kanada) 2009 och "Monuments Of Steel" (Hard Rocker Magazine, Polen) 2009. Cryonics musik släpptes också i ett online-spel "Shadowcastle MU" 2009.
Cryonic tog namnet Mike Machine 2017.

## Medlemmar
Nuvarande medlemmar
- Bigswede (Michael Löfqvist) – gitarr (2004–2005), sång (2005– )
- Digger (Danne Gustafsson) – keyboard, bakgrundssång (2005–2007, 2013– )
- Crazze Crantz – basgitarr, bakgrundssång (2013– )
- Johnny ODee – trummor, bakgrundssång (2014– )

Tidigare medlemmar
- Freddy – gitarr (2005–2013)
- Henke (Henrik Karlsson) – gitarr, bakgrundssång (2005–2013)
- Tomas – trummor
- Andre – trummor
- Sico (Patrik Byström) – basgitarr, bakgrundssång (2005–2013)
- Dennis – trummor (2005–2006)
- Mike – trummor (2006–2008)
- Simon Hardell – trummor (2008–2014)
- Erik Sundberger – gitarr, bakgrundssång (2014–?)
- Marcus Eitzenberger – sologitarr, bakgrundssång (2014–?)

## Diskografi
Studioalbum
- Evil Mind (2007)
- Kings of Avalon (2010)

EP
- Rising (2006)